# آدم كار بيل
آدم كار بيل (بالإنجليزية: Adam Carr Bell)‏ هو سياسي كندي، ولد في 11 نوفمبر 1847 في كندا، وتوفي في 30 أكتوبر 1912 في نفس البلد. حزبياً، نشط في حزب كندا المحافظ. وقد انتخب عضو مجلس الشيوخ الكندي وانتخب عضو مجلس العموم الكندي.